# Subrektor
Subrektor ist die historische Bezeichnung für einen an einer Latein- oder Gelehrtenschule wirkenden Lehrer, später am Gymnasium einen Angehörigen der Schulleitung.
Der Subrektor war dem Konrektor und damit dem Rektor untergeordnet.
Da er damit auf dritter Rangstufe stand, wurde er manchmal auch Tertius genannt.
Der einem Subrektor nachgeordnete Hilfslehrer wurde Collaborator („Mitarbeiter“) genannt.
Wie bei anderen Lehrern auch war es häufig üblich, dass Subrektoren und Collaboratoren zusätzlich im Kirchendienst arbeiteten.
Als Beispiel für eine typische Rangordnung der Lehrkräfte kann das Athenaeum in Bremen gelten, wo es beispielsweise im 17. Jahrhundert folgende Lehrkräfte gab: Rektor, Konrektor, Subrektor und Collaborator. Dazu kamen Lehrer für spezielle Disziplinen wie der Kantor für den Musikunterricht oder ein Grammaticus für den altsprachlichen Unterricht.
Die moderne Entsprechung des Subrektors im 19. Jahrhundert ist in Deutschland der Oberstudienrat am Gymnasium.